# Mégaherbivore

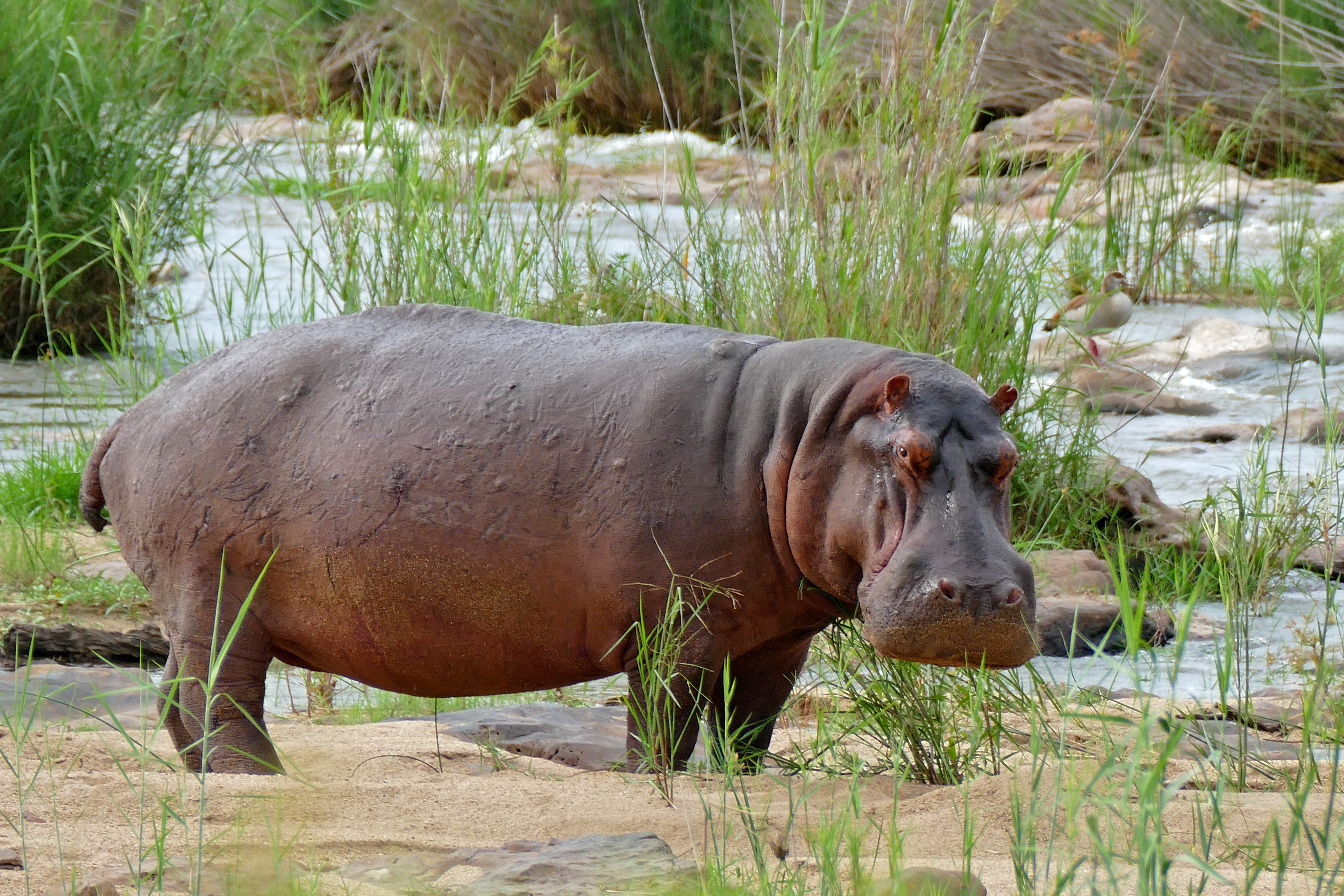
L'hippopotame amphibie est un mégaherbivore actuel.

Les mégaherbivores (du grec μέγας megas « grand » et du latin herbivora « herbivore » ) sont de grands herbivores pouvant dépasser une masse de 1 000 kilogrammes (2 205 livres). Les premiers herbivores à atteindre de telles tailles, comme Pareiasaurus, sont apparus durant le Permien. Durant la majeure partie du Mésozoïque, la niche des mégaherbivores était largement dominée par les dinosaures jusqu'à leur extinction lors de l'événement d'extinction du Crétacé-Paléogène. Après cette période, les petites espèces de mammifères ont évolué vers de grands herbivores au Paléogène. Dans le cadre des extinctions de la mégafaune du Pléistocène tardif, environ 80 % des espèces de mégaherbivores ont disparu, ces derniers ayant complètement disparu en Europe, en Australie et dans les Amériques. Les mégaherbivores actuels comprennent les éléphants, les rhinocéros, les hippopotames et les girafes. On dénombre neuf espèces existantes de mégaherbivores terrestres vivant en Afrique et en Asie. L’éléphant de savane d’Afrique est la plus grande espèce encore vivante.
Les mégaherbivores actuels sont des espèces clés de leur environnement. Ils modifient profondément le paysage en le défoliant et dispersent un plus grand nombre de graines que les autres frugivores. Comme la plupart des grands mammifères, ce sont des espèces à stratégie K : elles se caractérisent par leur grande taille, une relative immunité face à la prédation, un impact important sur les espèces végétales, ainsi qu’une large tolérance alimentaire.

## Définition
Les mégaherbivores sont de grands herbivores pesant plus d'une tonne à maturité. Ils comprennent à la fois des herbivores marins et terrestres, et sont classés comme le type le plus important de mégafaune terrestre (plus de 45 kg).

## Évolution

### Permien
Les mégaherbivores ont évolué pour la première fois au début du Permien (−300 millions d'années). Les premiers mégaherbivores étaient des synapsides ; ils sont devenus quelque peu rares après l'extinction du Permien-Trias,. Les taxons étaient principalement constitués de dicynodontes et de paréiasaures. La cause exacte de l’extinction reste inconnue. On pense que la principale cause d'extinction a été les éruptions volcaniques basaltiques qui ont créé les Trapps de Sibérie, qui ont libéré du dioxyde de soufre et du dioxyde de carbone, entraînant l'euxinisme, l'élévation des températures mondiales, et l'acidification des océans.

### Trias
Lisowicia, qui s'est éteint au Trias supérieur, est le dernier dicynodonte à avoir vécu. Certains scientifiques ont suggéré qu’il n’y a jamais eu d’extinction du Trias-Jurassique, tandis que d’autres soutiennent que ces extinctions sont survenues plus tôt. Néanmoins, on considère que les trapps (inondations basaltiques massives) ont été le principal facteur des extinctions survenues vers la fin du Trias,.
|  | Dicynodontia (Permien, Trias)          |
|  |                                        |
|  | Mammifères (petit, jusqu'au Paléogène) |
|  |                                        |

|  | Pareiasauria (Permien)                  |
|  |                                         |
|  | Dinosauria (petit, jusqu'au Jurassique) |
|  |                                         |

|  | Dicynodontia (Permien, Trias)          |
|  |                                        |
|  | Mammifères (petit, jusqu'au Paléogène) |
|  |                                        |

|  | Pareiasauria (Permien)                  |
|  |                                         |
|  | Dinosauria (petit, jusqu'au Jurassique) |
|  |                                         |

### Jurassique
La structure taxonomique s’est ensuite tournée vers les sauropodomorphes. D’autres taxons comprenaient les stégosaures et les ankylosaures. Ce changement de taxonomie est survenu à peu près en même temps que la diversification de la végétation prédominante et les extinctions. Les nouveaux taxons ont pu provoquer une exclusion compétitive (c’est-à-dire dominer et éliminer d’autres taxons), ou adopter la niche écologique des groupes éteints,.

### Crétacé
|  | (dinosaures carnivores) |
|  |                         |
|  | Sauropoda               |
|  |                         |

| Ankylosauria | \| \| Nodosauridae \| \| \| \| \| \| Ankylosauridae \| \| \| \| |
|              | \| \| Nodosauridae \| \| \| \| \| \| Ankylosauridae \| \| \| \| |
| Stegosauria  | Stegosauridae                                                   |
|              | Stegosauridae                                                   |
|              | Nodosauridae                                                    |
|              |                                                                 |
|              | Ankylosauridae                                                  |
|              |                                                                 |

|  | Nodosauridae   |
|  |                |
|  | Ankylosauridae |
|  |                |

| Ceratopsidae  | \| \| Centrosaurinae \| \| \| \| \| \| Chasmosaurinae \| \| \| \| |
|               | \| \| Centrosaurinae \| \| \| \| \| \| Chasmosaurinae \| \| \| \| |
| Hadrosauridae | Lambeosaurinae                                                    |
|               | Lambeosaurinae                                                    |
|               | Centrosaurinae                                                    |
|               |                                                                   |
|               | Chasmosaurinae                                                    |
|               |                                                                   |

|  | Centrosaurinae |
|  |                |
|  | Chasmosaurinae |
|  |                |

| Ankylosauria | \| \| Nodosauridae \| \| \| \| \| \| Ankylosauridae \| \| \| \| |
|              | \| \| Nodosauridae \| \| \| \| \| \| Ankylosauridae \| \| \| \| |
| Stegosauria  | Stegosauridae                                                   |
|              | Stegosauridae                                                   |
|              | Nodosauridae                                                    |
|              |                                                                 |
|              | Ankylosauridae                                                  |
|              |                                                                 |

|  | Nodosauridae   |
|  |                |
|  | Ankylosauridae |
|  |                |

| Ceratopsidae  | \| \| Centrosaurinae \| \| \| \| \| \| Chasmosaurinae \| \| \| \| |
|               | \| \| Centrosaurinae \| \| \| \| \| \| Chasmosaurinae \| \| \| \| |
| Hadrosauridae | Lambeosaurinae                                                    |
|               | Lambeosaurinae                                                    |
|               | Centrosaurinae                                                    |
|               |                                                                   |
|               | Chasmosaurinae                                                    |
|               |                                                                   |

|  | Centrosaurinae |
|  |                |
|  | Chasmosaurinae |
|  |                |

|  | (dinosaures carnivores) |
|  |                         |
|  | Sauropoda               |
|  |                         |

| Ankylosauria | \| \| Nodosauridae \| \| \| \| \| \| Ankylosauridae \| \| \| \| |
|              | \| \| Nodosauridae \| \| \| \| \| \| Ankylosauridae \| \| \| \| |
| Stegosauria  | Stegosauridae                                                   |
|              | Stegosauridae                                                   |
|              | Nodosauridae                                                    |
|              |                                                                 |
|              | Ankylosauridae                                                  |
|              |                                                                 |

|  | Nodosauridae   |
|  |                |
|  | Ankylosauridae |
|  |                |

| Ceratopsidae  | \| \| Centrosaurinae \| \| \| \| \| \| Chasmosaurinae \| \| \| \| |
|               | \| \| Centrosaurinae \| \| \| \| \| \| Chasmosaurinae \| \| \| \| |
| Hadrosauridae | Lambeosaurinae                                                    |
|               | Lambeosaurinae                                                    |
|               | Centrosaurinae                                                    |
|               |                                                                   |
|               | Chasmosaurinae                                                    |
|               |                                                                   |

|  | Centrosaurinae |
|  |                |
|  | Chasmosaurinae |
|  |                |

| Ankylosauria | \| \| Nodosauridae \| \| \| \| \| \| Ankylosauridae \| \| \| \| |
|              | \| \| Nodosauridae \| \| \| \| \| \| Ankylosauridae \| \| \| \| |
| Stegosauria  | Stegosauridae                                                   |
|              | Stegosauridae                                                   |
|              | Nodosauridae                                                    |
|              |                                                                 |
|              | Ankylosauridae                                                  |
|              |                                                                 |

|  | Nodosauridae   |
|  |                |
|  | Ankylosauridae |
|  |                |

| Ceratopsidae  | \| \| Centrosaurinae \| \| \| \| \| \| Chasmosaurinae \| \| \| \| |
|               | \| \| Centrosaurinae \| \| \| \| \| \| Chasmosaurinae \| \| \| \| |
| Hadrosauridae | Lambeosaurinae                                                    |
|               | Lambeosaurinae                                                    |
|               | Centrosaurinae                                                    |
|               |                                                                   |
|               | Chasmosaurinae                                                    |
|               |                                                                   |

|  | Centrosaurinae |
|  |                |
|  | Chasmosaurinae |
|  |                |

Du Trias au Crétacé, un ensemble diversifié de dinosaures mégaherbivores, tels que les sauropodes, occupaient différentes niches écologiques. D’après leur dentition, les ankylosaures consommaient probablement principalement des plantes succulentes, contrairement aux nodosaures, qui étaient principalement des brouteurs de feuillage. On pense que les cératopsidés se nourrissaient de végétation robuste, leur mâchoire étant adaptée à un effet écrasant. Des études sur la dentition des hadrosaures suggèrent qu’ils se nourrissaient majoritairement de fruits.

### Paléogène

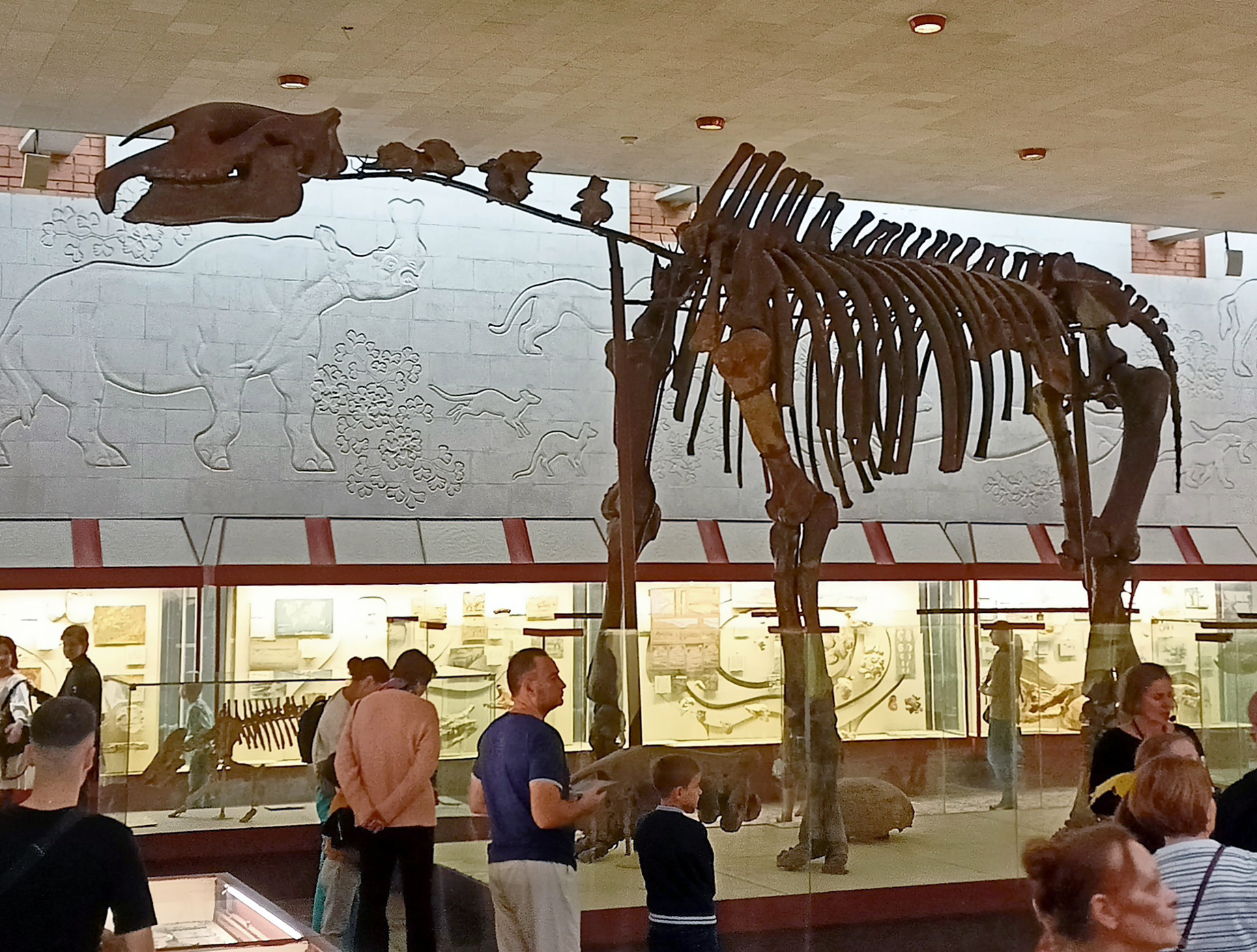
Squelette de Paraceratherium, un rhinocérotoïde.

Après l’extinction massive du Crétacé-Paléogène, les dinosaures mégaherbivores ont disparu de la surface de la Terre. Un mécanisme est considéré comme ayant joué un rôle majeur : un impact cosmique dans la péninsule du Yucatán. Pendant environ 25 millions d’années, la Terre était dépourvue de grands herbivores terrestres pesant plus d’une tonne. Après cette période, de petites espèces de mammifères ont évolué pour devenir de grands herbivores sur tous les continents, il y a environ 40 millions d’années. Les plus grands de ces animaux étaient les Paraceratheriidae et les Proboscidea. D'autres taxons comprenaient les Brontotheriidae. Les Sirenia, mégaherbivores aquatiques, tels que les Dugongidae, les Protosirenidae (en) et les Prorastomidae (en), étaient présents à l'Éocène. Les mégaherbivores habitaient toutes les grandes masses continentales du Cénozoïque et du Pléistocène avant l'arrivée des humains.

### Pléistocène
Il y avait une cinquantaine espèces de mégaherbivores au Pléistocène supérieur :
|  | Diprotodontidae (1 sp) |
|  |                        |

| Sirenia     | Manatees, Dugongs             |
|             | Manatees, Dugongs             |
| Proboscidea | Éléphants, Mammouths (16 spp) |
|             | Éléphants, Mammouths (16 spp) |

| Cingulata | Glyptodons géants (5 spp) |
|           | Glyptodons géants (5 spp) |
| Pilosa    | Paresseux géants (8 spp)  |
|           | Paresseux géants (8 spp)  |

|  | Litopterna (1 sp)                     |
|  |                                       |
|  | Notoungulata toxodonts (1 sp)         |
|  |                                       |
|  | Perissodactyla Rhinocerotoids (9 spp) |
|  |                                       |

|  | Hippopotames (2 spp)                                                               |
|  |                                                                                    |
|  | \| \| Chameaux géants (2 spp) \| \| \| \| \| \| Bovidés géants (3 spp) \| \| \| \| |
|  |                                                                                    |
|  | Chameaux géants (2 spp)                                                            |
|  |                                                                                    |
|  | Bovidés géants (3 spp)                                                             |
|  |                                                                                    |

|  | Chameaux géants (2 spp) |
|  |                         |
|  | Bovidés géants (3 spp)  |
|  |                         |

|  | Litopterna (1 sp)                     |
|  |                                       |
|  | Notoungulata toxodonts (1 sp)         |
|  |                                       |
|  | Perissodactyla Rhinocerotoids (9 spp) |
|  |                                       |

|  | Hippopotames (2 spp)                                                               |
|  |                                                                                    |
|  | \| \| Chameaux géants (2 spp) \| \| \| \| \| \| Bovidés géants (3 spp) \| \| \| \| |
|  |                                                                                    |
|  | Chameaux géants (2 spp)                                                            |
|  |                                                                                    |
|  | Bovidés géants (3 spp)                                                             |
|  |                                                                                    |

|  | Chameaux géants (2 spp) |
|  |                         |
|  | Bovidés géants (3 spp)  |
|  |                         |

| Cingulata | Glyptodons géants (5 spp) |
|           | Glyptodons géants (5 spp) |
| Pilosa    | Paresseux géants (8 spp)  |
|           | Paresseux géants (8 spp)  |

|  | Litopterna (1 sp)                     |
|  |                                       |
|  | Notoungulata toxodonts (1 sp)         |
|  |                                       |
|  | Perissodactyla Rhinocerotoids (9 spp) |
|  |                                       |

|  | Hippopotames (2 spp)                                                               |
|  |                                                                                    |
|  | \| \| Chameaux géants (2 spp) \| \| \| \| \| \| Bovidés géants (3 spp) \| \| \| \| |
|  |                                                                                    |
|  | Chameaux géants (2 spp)                                                            |
|  |                                                                                    |
|  | Bovidés géants (3 spp)                                                             |
|  |                                                                                    |

|  | Chameaux géants (2 spp) |
|  |                         |
|  | Bovidés géants (3 spp)  |
|  |                         |

|  | Litopterna (1 sp)                     |
|  |                                       |
|  | Notoungulata toxodonts (1 sp)         |
|  |                                       |
|  | Perissodactyla Rhinocerotoids (9 spp) |
|  |                                       |

|  | Hippopotames (2 spp)                                                               |
|  |                                                                                    |
|  | \| \| Chameaux géants (2 spp) \| \| \| \| \| \| Bovidés géants (3 spp) \| \| \| \| |
|  |                                                                                    |
|  | Chameaux géants (2 spp)                                                            |
|  |                                                                                    |
|  | Bovidés géants (3 spp)                                                             |
|  |                                                                                    |

|  | Chameaux géants (2 spp) |
|  |                         |
|  | Bovidés géants (3 spp)  |
|  |                         |

| Sirenia     | Manatees, Dugongs             |
|             | Manatees, Dugongs             |
| Proboscidea | Éléphants, Mammouths (16 spp) |
|             | Éléphants, Mammouths (16 spp) |

| Cingulata | Glyptodons géants (5 spp) |
|           | Glyptodons géants (5 spp) |
| Pilosa    | Paresseux géants (8 spp)  |
|           | Paresseux géants (8 spp)  |

|  | Litopterna (1 sp)                     |
|  |                                       |
|  | Notoungulata toxodonts (1 sp)         |
|  |                                       |
|  | Perissodactyla Rhinocerotoids (9 spp) |
|  |                                       |

|  | Hippopotames (2 spp)                                                               |
|  |                                                                                    |
|  | \| \| Chameaux géants (2 spp) \| \| \| \| \| \| Bovidés géants (3 spp) \| \| \| \| |
|  |                                                                                    |
|  | Chameaux géants (2 spp)                                                            |
|  |                                                                                    |
|  | Bovidés géants (3 spp)                                                             |
|  |                                                                                    |

|  | Chameaux géants (2 spp) |
|  |                         |
|  | Bovidés géants (3 spp)  |
|  |                         |

|  | Litopterna (1 sp)                     |
|  |                                       |
|  | Notoungulata toxodonts (1 sp)         |
|  |                                       |
|  | Perissodactyla Rhinocerotoids (9 spp) |
|  |                                       |

|  | Hippopotames (2 spp)                                                               |
|  |                                                                                    |
|  | \| \| Chameaux géants (2 spp) \| \| \| \| \| \| Bovidés géants (3 spp) \| \| \| \| |
|  |                                                                                    |
|  | Chameaux géants (2 spp)                                                            |
|  |                                                                                    |
|  | Bovidés géants (3 spp)                                                             |
|  |                                                                                    |

|  | Chameaux géants (2 spp) |
|  |                         |
|  | Bovidés géants (3 spp)  |
|  |                         |

| Cingulata | Glyptodons géants (5 spp) |
|           | Glyptodons géants (5 spp) |
| Pilosa    | Paresseux géants (8 spp)  |
|           | Paresseux géants (8 spp)  |

|  | Litopterna (1 sp)                     |
|  |                                       |
|  | Notoungulata toxodonts (1 sp)         |
|  |                                       |
|  | Perissodactyla Rhinocerotoids (9 spp) |
|  |                                       |

|  | Hippopotames (2 spp)                                                               |
|  |                                                                                    |
|  | \| \| Chameaux géants (2 spp) \| \| \| \| \| \| Bovidés géants (3 spp) \| \| \| \| |
|  |                                                                                    |
|  | Chameaux géants (2 spp)                                                            |
|  |                                                                                    |
|  | Bovidés géants (3 spp)                                                             |
|  |                                                                                    |

|  | Chameaux géants (2 spp) |
|  |                         |
|  | Bovidés géants (3 spp)  |
|  |                         |

|  | Litopterna (1 sp)                     |
|  |                                       |
|  | Notoungulata toxodonts (1 sp)         |
|  |                                       |
|  | Perissodactyla Rhinocerotoids (9 spp) |
|  |                                       |

|  | Hippopotames (2 spp)                                                               |
|  |                                                                                    |
|  | \| \| Chameaux géants (2 spp) \| \| \| \| \| \| Bovidés géants (3 spp) \| \| \| \| |
|  |                                                                                    |
|  | Chameaux géants (2 spp)                                                            |
|  |                                                                                    |
|  | Bovidés géants (3 spp)                                                             |
|  |                                                                                    |

|  | Chameaux géants (2 spp) |
|  |                         |
|  | Bovidés géants (3 spp)  |
|  |                         |

|  | Diprotodontidae (1 sp) |
|  |                        |

| Sirenia     | Manatees, Dugongs             |
|             | Manatees, Dugongs             |
| Proboscidea | Éléphants, Mammouths (16 spp) |
|             | Éléphants, Mammouths (16 spp) |

| Cingulata | Glyptodons géants (5 spp) |
|           | Glyptodons géants (5 spp) |
| Pilosa    | Paresseux géants (8 spp)  |
|           | Paresseux géants (8 spp)  |

|  | Litopterna (1 sp)                     |
|  |                                       |
|  | Notoungulata toxodonts (1 sp)         |
|  |                                       |
|  | Perissodactyla Rhinocerotoids (9 spp) |
|  |                                       |

|  | Hippopotames (2 spp)                                                               |
|  |                                                                                    |
|  | \| \| Chameaux géants (2 spp) \| \| \| \| \| \| Bovidés géants (3 spp) \| \| \| \| |
|  |                                                                                    |
|  | Chameaux géants (2 spp)                                                            |
|  |                                                                                    |
|  | Bovidés géants (3 spp)                                                             |
|  |                                                                                    |

|  | Chameaux géants (2 spp) |
|  |                         |
|  | Bovidés géants (3 spp)  |
|  |                         |

|  | Litopterna (1 sp)                     |
|  |                                       |
|  | Notoungulata toxodonts (1 sp)         |
|  |                                       |
|  | Perissodactyla Rhinocerotoids (9 spp) |
|  |                                       |

|  | Hippopotames (2 spp)                                                               |
|  |                                                                                    |
|  | \| \| Chameaux géants (2 spp) \| \| \| \| \| \| Bovidés géants (3 spp) \| \| \| \| |
|  |                                                                                    |
|  | Chameaux géants (2 spp)                                                            |
|  |                                                                                    |
|  | Bovidés géants (3 spp)                                                             |
|  |                                                                                    |

|  | Chameaux géants (2 spp) |
|  |                         |
|  | Bovidés géants (3 spp)  |
|  |                         |

| Cingulata | Glyptodons géants (5 spp) |
|           | Glyptodons géants (5 spp) |
| Pilosa    | Paresseux géants (8 spp)  |
|           | Paresseux géants (8 spp)  |

|  | Litopterna (1 sp)                     |
|  |                                       |
|  | Notoungulata toxodonts (1 sp)         |
|  |                                       |
|  | Perissodactyla Rhinocerotoids (9 spp) |
|  |                                       |

|  | Hippopotames (2 spp)                                                               |
|  |                                                                                    |
|  | \| \| Chameaux géants (2 spp) \| \| \| \| \| \| Bovidés géants (3 spp) \| \| \| \| |
|  |                                                                                    |
|  | Chameaux géants (2 spp)                                                            |
|  |                                                                                    |
|  | Bovidés géants (3 spp)                                                             |
|  |                                                                                    |

|  | Chameaux géants (2 spp) |
|  |                         |
|  | Bovidés géants (3 spp)  |
|  |                         |

|  | Litopterna (1 sp)                     |
|  |                                       |
|  | Notoungulata toxodonts (1 sp)         |
|  |                                       |
|  | Perissodactyla Rhinocerotoids (9 spp) |
|  |                                       |

|  | Hippopotames (2 spp)                                                               |
|  |                                                                                    |
|  | \| \| Chameaux géants (2 spp) \| \| \| \| \| \| Bovidés géants (3 spp) \| \| \| \| |
|  |                                                                                    |
|  | Chameaux géants (2 spp)                                                            |
|  |                                                                                    |
|  | Bovidés géants (3 spp)                                                             |
|  |                                                                                    |

|  | Chameaux géants (2 spp) |
|  |                         |
|  | Bovidés géants (3 spp)  |
|  |                         |

| Sirenia     | Manatees, Dugongs             |
|             | Manatees, Dugongs             |
| Proboscidea | Éléphants, Mammouths (16 spp) |
|             | Éléphants, Mammouths (16 spp) |

| Cingulata | Glyptodons géants (5 spp) |
|           | Glyptodons géants (5 spp) |
| Pilosa    | Paresseux géants (8 spp)  |
|           | Paresseux géants (8 spp)  |

|  | Litopterna (1 sp)                     |
|  |                                       |
|  | Notoungulata toxodonts (1 sp)         |
|  |                                       |
|  | Perissodactyla Rhinocerotoids (9 spp) |
|  |                                       |

|  | Hippopotames (2 spp)                                                               |
|  |                                                                                    |
|  | \| \| Chameaux géants (2 spp) \| \| \| \| \| \| Bovidés géants (3 spp) \| \| \| \| |
|  |                                                                                    |
|  | Chameaux géants (2 spp)                                                            |
|  |                                                                                    |
|  | Bovidés géants (3 spp)                                                             |
|  |                                                                                    |

|  | Chameaux géants (2 spp) |
|  |                         |
|  | Bovidés géants (3 spp)  |
|  |                         |

|  | Litopterna (1 sp)                     |
|  |                                       |
|  | Notoungulata toxodonts (1 sp)         |
|  |                                       |
|  | Perissodactyla Rhinocerotoids (9 spp) |
|  |                                       |

|  | Hippopotames (2 spp)                                                               |
|  |                                                                                    |
|  | \| \| Chameaux géants (2 spp) \| \| \| \| \| \| Bovidés géants (3 spp) \| \| \| \| |
|  |                                                                                    |
|  | Chameaux géants (2 spp)                                                            |
|  |                                                                                    |
|  | Bovidés géants (3 spp)                                                             |
|  |                                                                                    |

|  | Chameaux géants (2 spp) |
|  |                         |
|  | Bovidés géants (3 spp)  |
|  |                         |

| Cingulata | Glyptodons géants (5 spp) |
|           | Glyptodons géants (5 spp) |
| Pilosa    | Paresseux géants (8 spp)  |
|           | Paresseux géants (8 spp)  |

|  | Litopterna (1 sp)                     |
|  |                                       |
|  | Notoungulata toxodonts (1 sp)         |
|  |                                       |
|  | Perissodactyla Rhinocerotoids (9 spp) |
|  |                                       |

|  | Hippopotames (2 spp)                                                               |
|  |                                                                                    |
|  | \| \| Chameaux géants (2 spp) \| \| \| \| \| \| Bovidés géants (3 spp) \| \| \| \| |
|  |                                                                                    |
|  | Chameaux géants (2 spp)                                                            |
|  |                                                                                    |
|  | Bovidés géants (3 spp)                                                             |
|  |                                                                                    |

|  | Chameaux géants (2 spp) |
|  |                         |
|  | Bovidés géants (3 spp)  |
|  |                         |

|  | Litopterna (1 sp)                     |
|  |                                       |
|  | Notoungulata toxodonts (1 sp)         |
|  |                                       |
|  | Perissodactyla Rhinocerotoids (9 spp) |
|  |                                       |

|  | Hippopotames (2 spp)                                                               |
|  |                                                                                    |
|  | \| \| Chameaux géants (2 spp) \| \| \| \| \| \| Bovidés géants (3 spp) \| \| \| \| |
|  |                                                                                    |
|  | Chameaux géants (2 spp)                                                            |
|  |                                                                                    |
|  | Bovidés géants (3 spp)                                                             |
|  |                                                                                    |

|  | Chameaux géants (2 spp) |
|  |                         |
|  | Bovidés géants (3 spp)  |
|  |                         |

Diprotodon, le plus grand marsupial ayant jamais existé, était présent sur tout le continent australien à la fin du Pléistocène. Ailleurs, les mégaherbivores comme Glyptodon étaient des herbivores brouteurs, dépourvus d’incisives et de canines, mais possédant des dents jugales capables de broyer une végétation dure. Ils habitaient les milieux d’Amérique du Sud et d’Amérique du Nord. Les paresseux terrestres étaient herbivores, certains étant des brouteurs de feuilles, d'autres d'herbes, et certains intermédiaires entre les deux comme mangeurs mixtes. Les spécimens fossilisés ont principalement été trouvés en Amérique du Sud et du Nord, un spécimen ayant été trouvé aussi loin au nord qu'en Alaska. Les mammouths, à l’instar des éléphants modernes, possédaient des molaires hypsodontes. Cette caractéristique leur permettait de s’adapter à une alimentation composée principalement d’herbes et d’arbres, favorisant ainsi leur expansion dans divers habitats. Aujourd’hui, neuf de ces 50 espèces persistent. Les Amériques ont connu le pire déclin des mégaherbivores, avec l’extinction de 27 espèces.
L’extinction du Quaternaire est un événement au cours duquel de nombreuses espèces de mégafaune (en particulier des mammifères) ont disparu. Cet événement a entraîné la disparition des mégaherbivores sur la plupart des continents. Le changement climatique et l’arrivée des humains sont considérés comme les causes probables des extinctions. On pense que les humains ont chassé les mégaherbivores jusqu’à leur extinction, ce qui a ensuite conduit à la disparition des carnivores et des charognards qui dépendaient de ces animaux,,. Les scientifiques ont suggéré que des conditions météorologiques de plus en plus extrêmes – des étés plus chauds et des hivers plus froids – appelées « continentalité », ou des changements connexes dans les précipitations ont provoqué les extinctions.

### Récent
|             | \| Siréniens \| Lamantin, Dugongs (4 spp) \| \| \| Lamantin, Dugongs (4 spp) \| \| Proboscidea \| Éléphants (3 spp) \| \| \| Éléphants (3 spp) \| |
|             | |
| Siréniens   | Lamantin, Dugongs (4 spp) |
|             | Lamantin, Dugongs (4 spp) |
| Proboscidea | Éléphants (3 spp) |
|             | Éléphants (3 spp) |

| Siréniens   | Lamantin, Dugongs (4 spp) |
|             | Lamantin, Dugongs (4 spp) |
| Proboscidea | Éléphants (3 spp)         |
|             | Éléphants (3 spp)         |

| Perissodactyla | Rhinoceros (4 spp)                                                      |
|                | Rhinoceros (4 spp)                                                      |
| Artiodactyla   | \| \| Giraffes (1 sp) \| \| \| \| \| \| Hippopotames (1 sp) \| \| \| \| |
|                | \| \| Giraffes (1 sp) \| \| \| \| \| \| Hippopotames (1 sp) \| \| \| \| |
|                | Giraffes (1 sp)                                                         |
|                |                                                                         |
|                | Hippopotames (1 sp)                                                     |
|                |                                                                         |

|  | Giraffes (1 sp)     |
|  |                     |
|  | Hippopotames (1 sp) |
|  |                     |

| Perissodactyla | Rhinoceros (4 spp)                                                      |
|                | Rhinoceros (4 spp)                                                      |
| Artiodactyla   | \| \| Giraffes (1 sp) \| \| \| \| \| \| Hippopotames (1 sp) \| \| \| \| |
|                | \| \| Giraffes (1 sp) \| \| \| \| \| \| Hippopotames (1 sp) \| \| \| \| |
|                | Giraffes (1 sp)                                                         |
|                |                                                                         |
|                | Hippopotames (1 sp)                                                     |
|                |                                                                         |

|  | Giraffes (1 sp)     |
|  |                     |
|  | Hippopotames (1 sp) |
|  |                     |

|             | \| Siréniens \| Lamantin, Dugongs (4 spp) \| \| \| Lamantin, Dugongs (4 spp) \| \| Proboscidea \| Éléphants (3 spp) \| \| \| Éléphants (3 spp) \| |
|             | |
| Siréniens   | Lamantin, Dugongs (4 spp) |
|             | Lamantin, Dugongs (4 spp) |
| Proboscidea | Éléphants (3 spp) |
|             | Éléphants (3 spp) |

| Siréniens   | Lamantin, Dugongs (4 spp) |
|             | Lamantin, Dugongs (4 spp) |
| Proboscidea | Éléphants (3 spp)         |
|             | Éléphants (3 spp)         |

| Perissodactyla | Rhinoceros (4 spp)                                                      |
|                | Rhinoceros (4 spp)                                                      |
| Artiodactyla   | \| \| Giraffes (1 sp) \| \| \| \| \| \| Hippopotames (1 sp) \| \| \| \| |
|                | \| \| Giraffes (1 sp) \| \| \| \| \| \| Hippopotames (1 sp) \| \| \| \| |
|                | Giraffes (1 sp)                                                         |
|                |                                                                         |
|                | Hippopotames (1 sp)                                                     |
|                |                                                                         |

|  | Giraffes (1 sp)     |
|  |                     |
|  | Hippopotames (1 sp) |
|  |                     |

| Perissodactyla | Rhinoceros (4 spp)                                                      |
|                | Rhinoceros (4 spp)                                                      |
| Artiodactyla   | \| \| Giraffes (1 sp) \| \| \| \| \| \| Hippopotames (1 sp) \| \| \| \| |
|                | \| \| Giraffes (1 sp) \| \| \| \| \| \| Hippopotames (1 sp) \| \| \| \| |
|                | Giraffes (1 sp)                                                         |
|                |                                                                         |
|                | Hippopotames (1 sp)                                                     |
|                |                                                                         |

|  | Giraffes (1 sp)     |
|  |                     |
|  | Hippopotames (1 sp) |
|  |                     |

Il existe neuf espèces existantes de mégaherbivores, qui se rencontrent en Afrique et en Asie,. Il s'agit des éléphants, des rhinocéros, des hippopotames et des girafes,:1,. 
Les éléphants appartiennent à l'ordre des Proboscidea, un ordre qui existe depuis la fin du Paléocène. Les hippopotames sont les plus proches parents vivants des cétacés ; peu de temps après que l'ancêtre commun des baleines et des hippopotames ait divergé des ongulés à nombre de doigts pair, les lignées de cétacés et d'hippopotames se sont séparées,. Les Giraffidae sont un taxon frère des Antilocapridae, dont la division remonte à plus de 20 millions d'années, selon une étude du génome de 2019. Les rhinocéros pourraient provenir d'Hyrachyus, un animal dont les restes remontent à la fin de l'Éocène (p17).
Les mégaherbivores et autres grands herbivores deviennent de plus en plus rares dans leur répartition naturelle, ce qui affecte les espèces animales de l’écosystème. Ce déclin est principalement attribué à la destruction de leur habitat naturel, à l’expansion de l’agriculture, à la chasse excessive et à l’invasion humaine de leurs territoires,. En raison de leur faible taux de reproduction et de leur préférence pour les espèces de grande taille, la surexploitation représente la principale menace pour les mégaherbivores. Au fil du temps, on pense que la situation ne fera qu’empirer.